# 开源大桥
31°33′50″N 120°16′53″E / 31.56399°N 120.28144°E
开源大桥，是位于中华人民共和国江苏省无锡市梁溪区的一座大桥，跨京杭大运河。

## 特点
开源大桥是一座拱形桥，结构为先梁后拱，拱体为钢结构，总长度为95米，拱高18.8米。2008年1月竣工。大桥与学前西路贯通，连接锡山东亭与太湖新城的最便捷道路。大桥附近的机床厂原名“开源机器厂”，是无锡早期著名企业，因此大桥取名“开源大桥”。

## 图库

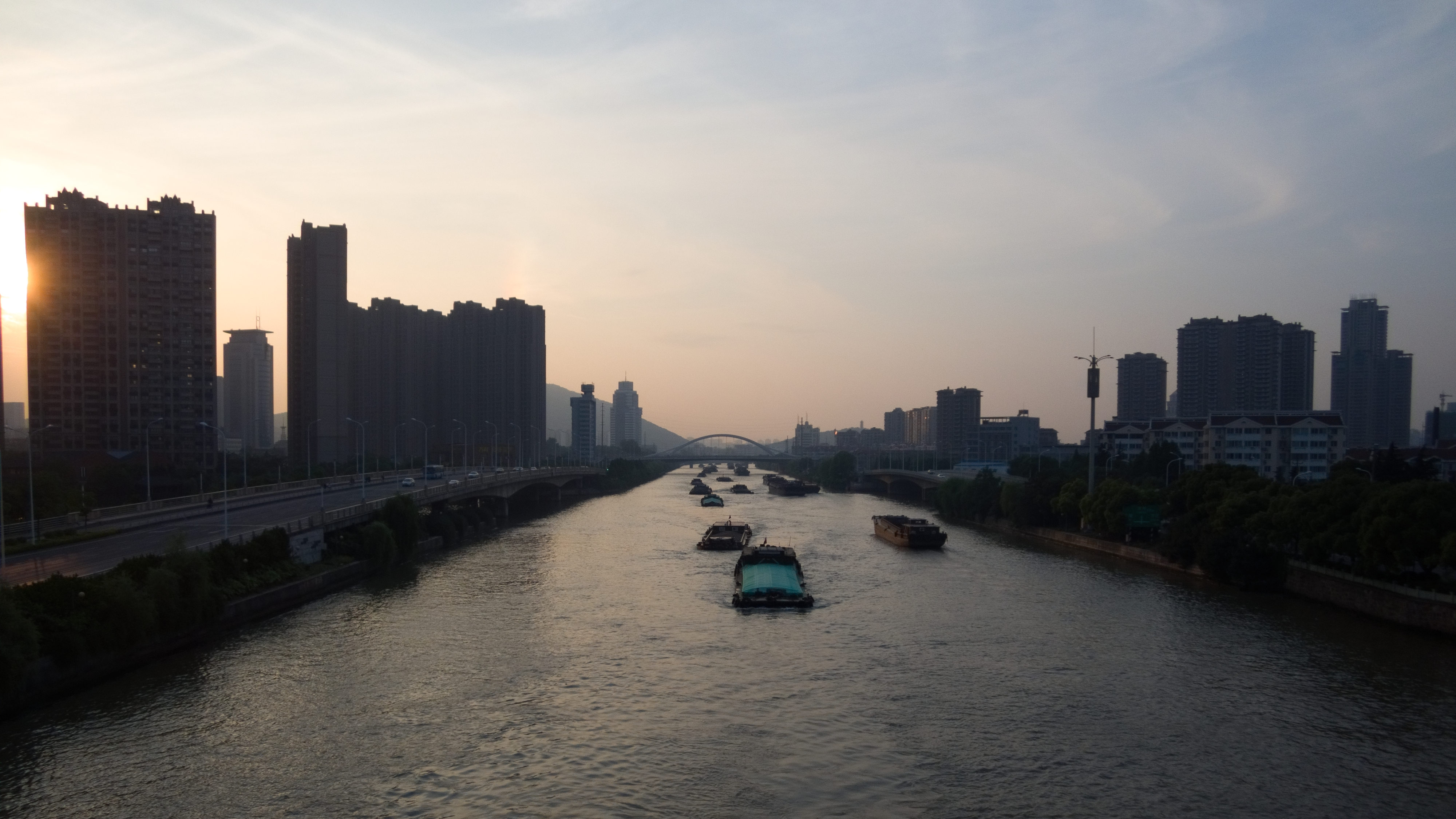
2014年，从红星桥上向北看开源大桥向西看梁韵大桥
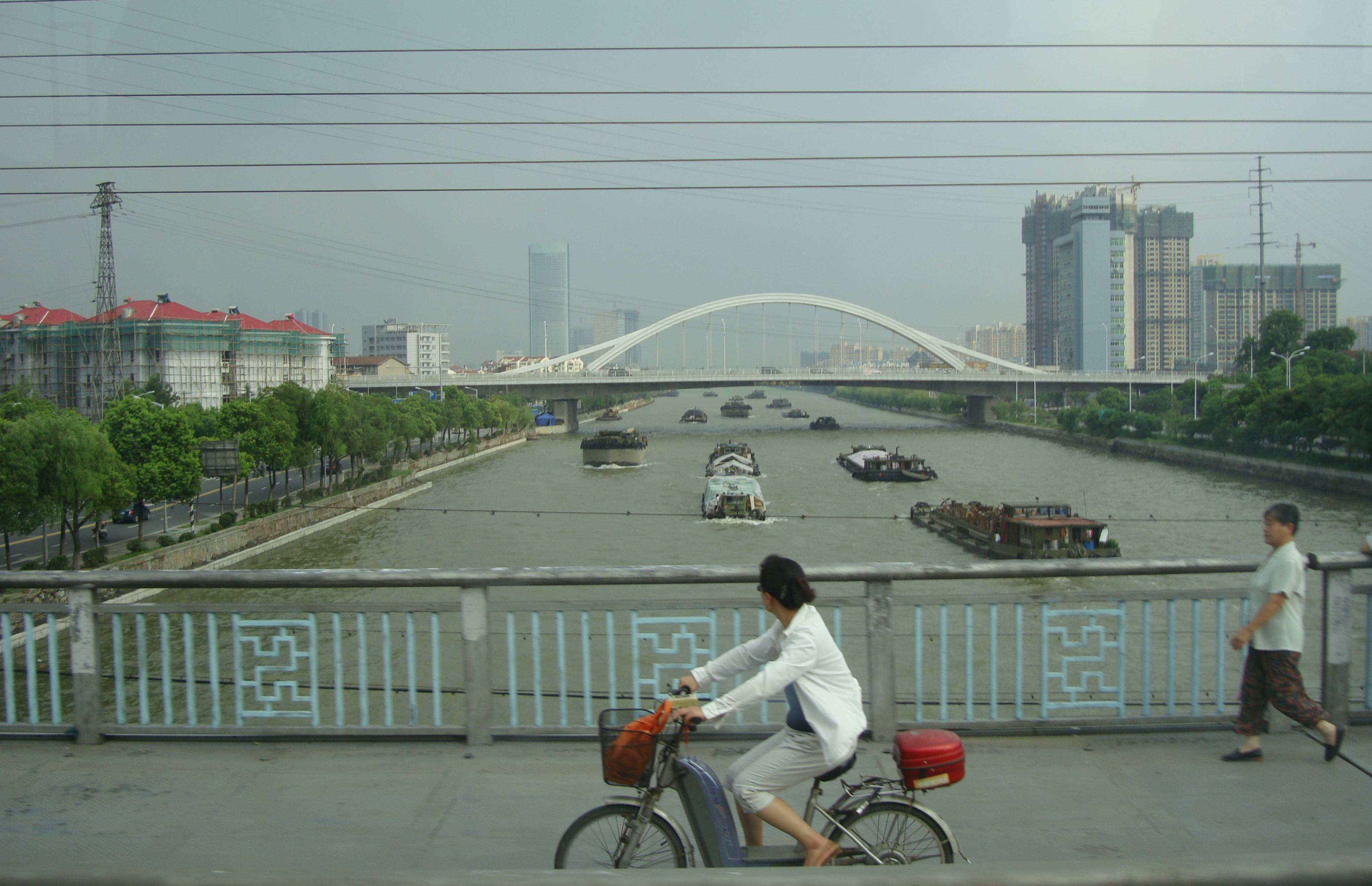
2009年，从梁溪大桥上向南看开源大桥
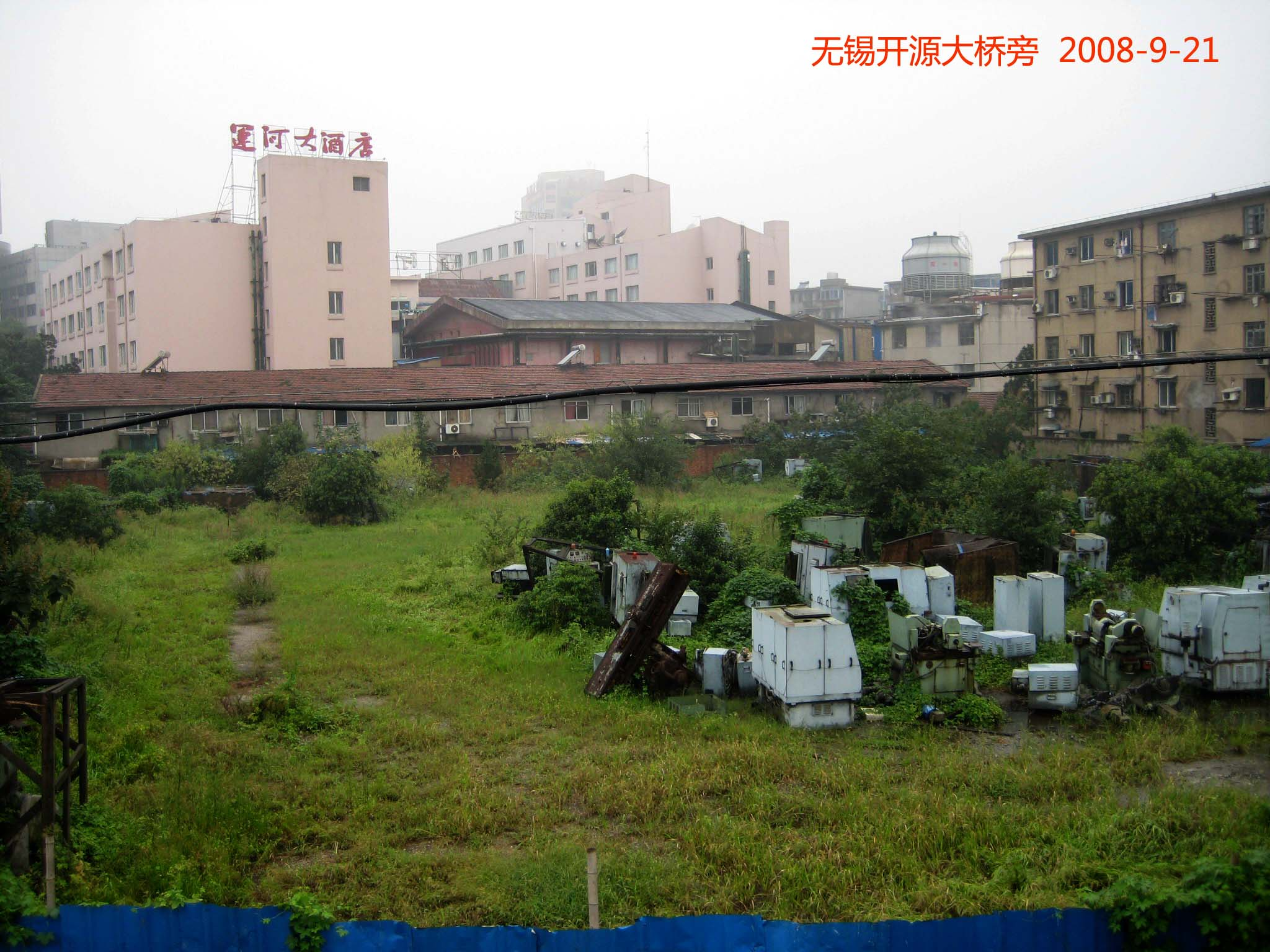
2008年开源大桥旁的工厂